# Gran Premio di superbike di Portimão 2023
Il Gran Premio di superbike di Portimão 2023 è stato l'undicesima prova del mondiale superbike del 2023. Nello stesso fine settimana si sono corsi anche l'undicesima prova del campionato mondiale Supersport e l'ottava prova ed ultima prova del campionato mondiale Supersport 300. 

## Panoramica delle gare
Le tre gare del mondiale Superbke vanno al campione uscente Álvaro Bautista che si porta a sessanta punti di vantaggio (su 62 ancora disponibili) sul più diretto degli inseguitoriː Toprak Razgatlıoğlu su Yamaha che chiude secondo in tutte e tre le gare. In questo fine settimana Ducati ottiene i punti necessari per vincere il titolo costruttori, il diciannovesimo in Superbike. Con la vittoria in gara uno, dopo essere partito dalla pole position, Nicolò Bulega vince il campionato mondiale Supersport. Bulega è il primo pilota ad ottenere il titolo in questa categoria con Ducati dai tempi della Supersport World Series con Paolo Casoli nel 1997. Gara due va al vice-campione Stefano Manzi su Yamaha. Le due prove della Supersport 300 vanno entrambe a Mirko Gennai che, grazie a questi 50 punti, risale fino al terzo posto in classifica piloti. Non bastano a José Pérez González, autore della pole, due piazzamenti a podio per sopravanzare Jeffrey Buis che chiude lontano dalla vetta ma conquista i punti necessari per vincere il suo secondo titolo mondiale.

## Superbike gara 1

### Arrivati al traguardo
| Pos. | Nº | Pilota               | Squadra                   | Motocicletta        | Giri | Tempo     | Griglia | Punti |
| ---- | -- | -------------------- | ------------------------- | ------------------- | ---- | --------- | ------- | ----- |
| 1º   | 1  | Álvaro Bautista      | Aruba.it Racing - Ducati  | Ducati Panigale V4R | 20   | 33'42.916 | 4º      | 25    |
| 2º   | 54 | Toprak Razgatlıoğlu  | Pata Yamaha Prometeon     | Yamaha YZF R1       | 20   | +2.098    | 3º      | 20    |
| 3º   | 65 | Jonathan Rea         | Kawasaki Racing           | Kawasaki ZX-10RR    | 20   | +6.790    | 1º      | 16    |
| 4º   | 31 | Garrett Gerloff      | Bonovo Action BMW         | BMW M1000 RR        | 20   | +12.093   | 11º     | 13    |
| 5º   | 22 | Alex Lowes           | Kawasaki Racing           | Kawasaki ZX-10RR    | 20   | +13.148   | 2º      | 11    |
| 6º   | 87 | Remy Gardner         | GYTR GRT Yamaha           | Yamaha YZF R1       | 20   | +13.714   | 8º      | 10    |
| 7º   | 60 | Michael van der Mark | Rokit BMW Motorrad        | BMW M1000 RR        | 20   | +14.171   | 6º      | 9     |
| 8º   | 7  | Iker Lecuona         | Team HRC                  | Honda CBR1000 RR-R  | 20   | +15.442   | 5º      | 8     |
| 9º   | 55 | Andrea Locatelli     | Pata Yamaha Prometeon     | Yamaha YZF R1       | 20   | +17.792   | 24º     | 7     |
| 10º  | 97 | Xavi Vierge          | Team HRC                  | Honda CBR1000 RR-R  | 20   | +21.198   | 13º     | 6     |
| 11º  | 5  | Philipp Öttl         | Team GoEleven             | Ducati Panigale V4R | 20   | +21.723   | 9º      | 5     |
| 12º  | 9  | Danilo Petrucci      | Barni Spark Racing        | Ducati Panigale V4R | 20   | +21.910   | 7º      | 4     |
| 13º  | 47 | Axel Bassani         | Motocorsa Racing          | Ducati Panigale V4R | 20   | +23.381   | 14º     | 3     |
| 14º  | 77 | Dominique Aegerter   | GYTR GRT Yamaha           | Yamaha YZF R1       | 20   | +23.457   | 15º     | 2     |
| 15º  | 45 | Scott Redding        | Rokit BMW Motorrad        | BMW M1000 RR        | 20   | +29.872   | 10º     | 1     |
| 16º  | 34 | Lorenzo Baldassarri  | GMT94 Yamaha              | Yamaha YZF R1       | 20   | +34.162   | 17º     |       |
| 17º  | 28 | Bradley Ray          | Yamaha Motoxracing        | Yamaha YZF R1       | 20   | +36.702   | 16º     |       |
| 18º  | 76 | Loris Baz            | Bonovo Action BMW         | BMW M1000 RR        | 20   | +40.829   | 25º     |       |
| 19º  | 53 | Esteve Rabat         | Kawasaki Puccetti Racing  | Kawasaki ZX-10RR    | 20   | +46.446   | 23º     |       |
| 20º  | 35 | Hafizh Syahrin       | Petronas MIE Racing Honda | Honda CBR1000 RR-R  | 20   | +52.185   | 18º     |       |
| 21º  | 51 | Eric Granado         | Petronas MIE Racing Honda | Honda CBR1000 RR-R  | 20   | +53.598   | 20º     |       |
| 22º  | 16 | Gabriele Ruiu        | Bmax Racing               | BMW M1000 RR        | 20   | +53.916   | 21º     |       |
| 23º  | 52 | Oliver König         | Orelac Racing Movisio     | Kawasaki ZX-10RR    | 20   | +1'10.052 | 22º     |       |

### Ritirati
| Nº | Pilota                | Squadra                   | Motocicletta        | Giri | Griglia |
| -- | --------------------- | ------------------------- | ------------------- | ---- | ------- |
| 21 | Michael Ruben Rinaldi | Aruba.it Racing - Ducati  | Ducati Panigale V4R | 8    | 12º     |
| 32 | Isaac Viñales         | TPR Team Pedercini Racing | Kawasaki ZX-10RR    | 5    | 19º     |

## Superbike gara superpole

### Arrivati al traguardo
| Pos. | Nº | Pilota                | Squadra                   | Motocicletta        | Giri | Tempo     | Griglia | Punti |
| ---- | -- | --------------------- | ------------------------- | ------------------- | ---- | --------- | ------- | ----- |
| 1º   | 1  | Álvaro Bautista       | Aruba.it Racing - Ducati  | Ducati Panigale V4R | 10   | 16'43.715 | 5º      | 12    |
| 2º   | 54 | Toprak Razgatlıoğlu   | Pata Yamaha Prometeon     | Yamaha YZF R1       | 10   | +0.142    | 4º      | 9     |
| 3º   | 55 | Andrea Locatelli      | Pata Yamaha Prometeon     | Yamaha YZF R1       | 10   | +4.024    | 3º      | 7     |
| 4º   | 87 | Remy Gardner          | GYTR GRT Yamaha           | Yamaha YZF R1       | 10   | +6.984    | 9º      | 6     |
| 5º   | 7  | Iker Lecuona          | Team HRC                  | Honda CBR1000 RR-R  | 10   | +7.326    | 6º      | 5     |
| 6º   | 21 | Michael Ruben Rinaldi | Aruba.it Racing - Ducati  | Ducati Panigale V4R | 10   | +7.549    | 5º      | 4     |
| 7º   | 60 | Michael van der Mark  | Rokit BMW Motorrad        | BMW M1000 RR        | 10   | +8.387    | 7º      | 3     |
| 8º   | 31 | Garrett Gerloff       | Bonovo Action BMW         | BMW M1000 RR        | 10   | +9.898    | 12º     | 2     |
| 9º   | 97 | Xavi Vierge           | Team HRC                  | Honda CBR1000 RR-R  | 10   | +11.003   | 14º     | 1     |
| 10º  | 5  | Philipp Öttl          | Team GoEleven             | Ducati Panigale V4R | 10   | +11.230   | 10º     |       |
| 11º  | 47 | Axel Bassani          | Motocorsa Racing          | Ducati Panigale V4R | 10   | +11.362   | 15º     |       |
| 12º  | 76 | Loris Baz             | Bonovo Action BMW         | BMW M1000 RR        | 10   | +12.751   | 16º     |       |
| 13º  | 45 | Scott Redding         | Rokit BMW Motorrad        | BMW M1000 RR        | 10   | +12.806   | 11º     |       |
| 14º  | 77 | Dominique Aegerter    | GYTR GRT Yamaha           | Yamaha YZF R1       | 10   | +13.053   | 17º     |       |
| 15º  | 9  | Danilo Petrucci       | Barni Spark Racing        | Ducati Panigale V4R | 10   | +13.690   | 8º      |       |
| 16º  | 34 | Lorenzo Baldassarri   | GMT94 Yamaha              | Yamaha YZF R1       | 10   | +18.858   | 19º     |       |
| 17º  | 28 | Bradley Ray           | Yamaha Motoxracing        | Yamaha YZF R1       | 10   | +21.305   | 18º     |       |
| 18º  | 53 | Esteve Rabat          | Kawasaki Puccetti Racing  | Kawasaki ZX-10RR    | 10   | +21.363   | 20º     |       |
| 19º  | 35 | Hafizh Syahrin        | Petronas MIE Racing Honda | Honda CBR1000 RR-R  | 10   | +23.818   | 21º     |       |
| 20º  | 32 | Isaac Viñales         | TPR Team Pedercini Racing | Kawasaki ZX-10RR    | 10   | +24.348   | 22º     |       |
| 21º  | 16 | Gabriele Ruiu         | Bmax Racing               | BMW M1000 RR        | 10   | +31.299   | 23º     |       |

### Ritirati
| Nº | Pilota       | Squadra         | Motocicletta     | Giri | Griglia |
| -- | ------------ | --------------- | ---------------- | ---- | ------- |
| 22 | Alex Lowes   | Kawasaki Racing | Kawasaki ZX-10RR | 7    | 2º      |
| 65 | Jonathan Rea | Kawasaki Racing | Kawasaki ZX-10RR | 1    | 1º      |

### Non partito
| Nº | Pilota       | Squadra               | Motocicletta     |
| -- | ------------ | --------------------- | ---------------- |
| 52 | Oliver König | Orelac Racing Movisio | Kawasaki ZX-10RR |

## Superbike gara 2

### Arrivati al traguardo
| Pos. | Nº | Pilota                | Squadra                   | Motocicletta        | Giri | Tempo     | Griglia | Punti |
| ---- | -- | --------------------- | ------------------------- | ------------------- | ---- | --------- | ------- | ----- |
| 1º   | 1  | Álvaro Bautista       | Aruba.it Racing - Ducati  | Ducati Panigale V4R | 20   | 33'43.228 | 1º      | 25    |
| 2º   | 54 | Toprak Razgatlıoğlu   | Pata Yamaha Prometeon     | Yamaha YZF R1       | 20   | +0.126    | 2º      | 20    |
| 3º   | 21 | Michael Ruben Rinaldi | Aruba.it Racing - Ducati  | Ducati Panigale V4R | 20   | +1.764    | 6º      | 16    |
| 4º   | 31 | Garrett Gerloff       | Bonovo Action BMW         | BMW M1000 RR        | 20   | +2.864    | 8º      | 13    |
| 5º   | 55 | Andrea Locatelli      | Pata Yamaha Prometeon     | Yamaha YZF R1       | 20   | +6.373    | 3º      | 11    |
| 6º   | 9  | Danilo Petrucci       | Barni Spark Racing        | Ducati Panigale V4R | 20   | +9.305    | 11º     | 10    |
| 7º   | 7  | Iker Lecuona          | Team HRC                  | Honda CBR1000 RR-R  | 20   | +10.154   | 5º      | 9     |
| 8º   | 77 | Dominique Aegerter    | GYTR GRT Yamaha           | Yamaha YZF R1       | 20   | +10.262   | 15º     | 8     |
| 9º   | 5  | Philipp Öttl          | Team GoEleven             | Ducati Panigale V4R | 20   | +12.253   | 12º     | 7     |
| 10º  | 65 | Jonathan Rea          | Kawasaki Racing           | Kawasaki ZX-10RR    | 20   | +19.155   | 10º     | 6     |
| 11º  | 60 | Michael van der Mark  | Rokit BMW Motorrad        | BMW M1000 RR        | 20   | +20.468   | 7º      | 5     |
| 12º  | 47 | Axel Bassani          | Motocorsa Racing          | Ducati Panigale V4R | 20   | +20.970   | 14º     | 4     |
| 13º  | 34 | Lorenzo Baldassarri   | GMT94 Yamaha              | Yamaha YZF R1       | 20   | +23.800   | 17º     | 3     |
| 14º  | 45 | Scott Redding         | Rokit BMW Motorrad        | BMW M1000 RR        | 20   | +29.871   | 13º     | 2     |
| 15º  | 97 | Xavi Vierge           | Team HRC                  | Honda CBR1000 RR-R  | 20   | +41.408   | 9º      | 1     |
| 16º  | 53 | Esteve Rabat          | Kawasaki Puccetti Racing  | Kawasaki ZX-10RR    | 20   | +42.685   | 18º     |       |
| 17º  | 32 | Isaac Viñales         | TPR Team Pedercini Racing | Kawasaki ZX-10RR    | 20   | +42.967   | 20º     |       |
| 18º  | 28 | Bradley Ray           | Yamaha Motoxracing        | Yamaha YZF R1       | 20   | +51.507   | 16º     |       |
| 19º  | 16 | Gabriele Ruiu         | Bmax Racing               | BMW M1000 RR        | 20   | +51.529   | 21º     |       |

### Ritirati
| Nº | Pilota         | Squadra                   | Motocicletta       | Giri | Griglia |
| -- | -------------- | ------------------------- | ------------------ | ---- | ------- |
| 87 | Remy Gardner   | GYTR GRT Yamaha           | Yamaha YZF R1      | 11   | 4º      |
| 76 | Loris Baz      | Bonovo Action BMW         | BMW M1000 RR       | 5    | 22º     |
| 35 | Hafizh Syahrin | Petronas MIE Racing Honda | Honda CBR1000 RR-R | 0    | 19º     |

## Supersport gara 1

### Arrivati al traguardo
| Pos. | Nº | Pilota              | Squadra                   | Motocicletta                 | Giri | Tempo     | Griglia | Punti |
| ---- | -- | ------------------- | ------------------------- | ---------------------------- | ---- | --------- | ------- | ----- |
| 1º   | 11 | Nicolò Bulega       | Aruba.it Racing           | Ducati Panigale V2           | 17   | 29'30.175 | 1º      | 25    |
| 2º   | 62 | Stefano Manzi       | Ten Kate Racing Yamaha    | Yamaha YZF R6                | 17   | +2.637    | 2º      | 20    |
| 3º   | 9  | Jorge Navarro       | Ten Kate Racing Yamaha    | Yamaha YZF R6                | 17   | +6.521    | 4º      | 16    |
| 4º   | 23 | Marcel Schrötter    | MV Agusta Reparto Corse   | MV Agusta F3 800 RR          | 17   | +14.090   | 7º      | 13    |
| 5º   | 94 | Valentin Debise     | GMT94 Yamaha              | Yamaha YZF R6                | 17   | +14.250   | 5º      | 11    |
| 6º   | 64 | Federico Caricasulo | Althea Racing             | Ducati Panigale V2           | 17   | +15.410   | 10º     | 10    |
| 7º   | 54 | Bahattin Sofuoğlu   | MV Agusta Reparto Corse   | MV Agusta F3 800 RR          | 17   | +20.949   | 17º     | 9     |
| 8º   | 3  | Raffaele De Rosa    | Orelac Racing Verdnatura  | Ducati Panigale V2           | 17   | +22.986   | 14º     | 8     |
| 9º   | 66 | Niki Tuuli          | PTR Triumph               | Triumph Street Triple RS 765 | 17   | +25.683   | 15º     | 7     |
| 10º  | 48 | Lorenzo Dalla Porta | Evan Bros. Yamaha         | Yamaha YZF R6                | 17   | +28.865   | 11º     | 6     |
| 11º  | 71 | Tom Edwards         | Yart-Yamaha               | Yamaha YZF R6                | 17   | +28.944   | 6º      | 5     |
| 12º  | 50 | Ondřej Vostatek     | PTR Triumph               | Triumph Street Triple RS 765 | 17   | +29.081   | 18º     | 4     |
| 13º  | 17 | John McPhee         | D34G Racing               | Ducati Panigale V2           | 17   | +32.860   | 19º     | 3     |
| 14º  | 61 | Can Öncü            | Kawasaki Puccetti Racing  | Kawasaki ZX-6R               | 17   | +37.565   | 9º      | 2     |
| 15º  | 69 | Tom Booth-Amos      | Motozoo ME Air Racing     | Kawasaki ZX-6R               | 17   | +40.212   | 13º     | 1     |
| 16º  | 72 | Yeray Ruiz          | MDR Offitec Yamaha        | Yamaha YZF R6                | 17   | +42.049   | 16º     |       |
| 17º  | 51 | Anupab Sarmoon      | Yamaha Thailand Racing    | Yamaha YZF R6                | 17   | +46.969   | 23º     |       |
| 18º  | 68 | Luke Power          | Motozoo ME Air Racing     | Kawasaki ZX-6R               | 17   | +47.119   | 26º     |       |
| 19º  | 73 | Maximilian Kofler   | D34G Racing               | Ducati Panigale V2           | 17   | +47.208   | 21º     |       |
| 20º  | 45 | Twan Smits          | Yamaha Thailand Racing    | Yamaha YZF R6                | 17   | +47.371   | 22º     |       |
| 21º  | 22 | Federico Fuligni    | Orelac Racing Verdnatura  | Ducati Panigale V2           | 17   | +47.576   | 20º     |       |
| 22º  | 95 | Tarran Mackenzie    | Petronas MIE Racing Honda | Honda CBR600RR               | 17   | +47.763   | 25º     |       |
| 23º  | 27 | Álvaro Díaz         | Arco Yart Yamaha          | Yamaha YZF R6                | 17   | +48.060   | 24º     |       |
| 24º  | 25 | Muhammad Norrodin   | Petronas MIE Racing Honda | Honda CBR600RR               | 17   | +57.213   | 29º     |       |
| 25º  | 16 | Yuta Okaya          | ProDina Kawasaki Racing   | Kawasaki ZX-6R               | 17   | +57.223   | 27º     |       |
| 26º  | 98 | Maiki Abe           | VFT Racing WEBIKE Yamaha  | Yamaha YZF R6                | 17   | +1'31.202 | 30º     |       |
| 27º  | 88 | Andrea Migno        | Petronas MIE Racing Honda | Honda CBR600RR               | 13   | +4 giri   | 31º     |       |

### Ritirati
| Nº | Pilota             | Squadra               | Motocicletta       | Giri | Griglia |
| -- | ------------------ | --------------------- | ------------------ | ---- | ------- |
| 28 | Glenn van Straalen | EAB Racing            | Yamaha YZF R6      | 14   | 8º      |
| 35 | Leonardo Taccini   | Motozoo ME Air Racing | Kawasaki ZX-6R     | 13   | 28º     |
| 55 | Yari Montella      | Barni Spark Racing    | Ducati Panigale V2 | 6    | 3º      |
| 99 | Adrián Huertas     | MTM Kawasaki          | Kawasaki ZX-6R     | 0    | 12º     |

## Supersport gara 2

### Arrivati al traguardo
| Pos. | Nº | Pilota              | Squadra                   | Motocicletta                 | Giri | Tempo     | Griglia | Punti |
| ---- | -- | ------------------- | ------------------------- | ---------------------------- | ---- | --------- | ------- | ----- |
| 1º   | 62 | Stefano Manzi       | Ten Kate Racing Yamaha    | Yamaha YZF R6                | 17   | 29'30.593 | 2º      | 25    |
| 2º   | 11 | Nicolò Bulega       | Aruba.it Racing           | Ducati Panigale V2           | 17   | +0.084    | 1º      | 20    |
| 3º   | 55 | Yari Montella       | Barni Spark Racing        | Ducati Panigale V2           | 17   | +3.278    | 3º      | 16    |
| 4º   | 23 | Marcel Schrötter    | MV Agusta Reparto Corse   | MV Agusta F3 800 RR          | 17   | +6.300    | 7º      | 13    |
| 5º   | 64 | Federico Caricasulo | Althea Racing             | Ducati Panigale V2           | 17   | +7.905    | 10º     | 11    |
| 6º   | 28 | Glenn van Straalen  | EAB Racing                | Yamaha YZF R6                | 17   | +9.427    | 8º      | 10    |
| 7º   | 9  | Jorge Navarro       | Ten Kate Racing Yamaha    | Yamaha YZF R6                | 17   | +13.325   | 4º      | 9     |
| 8º   | 3  | Raffaele De Rosa    | Orelac Racing Verdnatura  | Ducati Panigale V2           | 17   | +13.361   | 14º     | 8     |
| 9º   | 48 | Lorenzo Dalla Porta | Evan Bros. Yamaha         | Yamaha YZF R6                | 17   | +16.393   | 11º     | 7     |
| 10º  | 66 | Niki Tuuli          | PTR Triumph               | Triumph Street Triple RS 765 | 17   | +17.832   | 15º     | 6     |
| 11º  | 72 | Yeray Ruiz          | MDR Offitec Yamaha        | Yamaha YZF R6                | 17   | +18.475   | 16º     | 5     |
| 12º  | 71 | Tom Edwards         | Yart-Yamaha               | Yamaha YZF R6                | 17   | +18.561   | 6º      | 4     |
| 13º  | 50 | Ondřej Vostatek     | PTR Triumph               | Triumph Street Triple RS 765 | 17   | +19.090   | 18º     | 3     |
| 14º  | 17 | John McPhee         | D34G Racing               | Ducati Panigale V2           | 17   | +24.006   | 19º     | 2     |
| 15º  | 61 | Can Öncü            | Kawasaki Puccetti Racing  | Kawasaki ZX-6R               | 17   | +34.248   | 9º      | 1     |
| 16º  | 27 | Álvaro Díaz         | Arco Yart Yamaha          | Yamaha YZF R6                | 17   | +34.768   | 23º     |       |
| 17º  | 54 | Bahattin Sofuoğlu   | MV Agusta Reparto Corse   | MV Agusta F3 800 RR          | 17   | +38.235   | 17º     |       |
| 18º  | 51 | Anupab Sarmoon      | Yamaha Thailand Racing    | Yamaha YZF R6                | 17   | +38.670   | 22º     |       |
| 19º  | 68 | Luke Power          | Motozoo ME Air Racing     | Kawasaki ZX-6R               | 17   | +39.476   | 25º     |       |
| 20º  | 95 | Tarran Mackenzie    | Petronas MIE Racing Honda | Honda CBR600RR               | 17   | +39.802   | 24º     |       |
| 21º  | 26 | Muhammad Norrodin   | Petronas MIE Racing Honda | Honda CBR600RR               | 17   | +42.559   | 27º     |       |
| 22º  | 73 | Maximilian Kofler   | D34G Racing               | Ducati Panigale V2           | 17   | +42.804   | 20º     |       |
| 23º  | 88 | Andrea Migno        | Petronas MIE Racing Honda | Honda CBR600RR               | 17   | +58.355   | 29º     |       |
| 24º  | 45 | Twan Smits          | Yamaha Thailand Racing    | Yamaha YZF R6                | 17   | +1'05.283 | 21º     |       |
| 25º  | 16 | Yuta Okaya          | ProDina Kawasaki Racing   | Kawasaki ZX-6R               | 17   | +1'05.436 | 26º     |       |
| 26º  | 98 | Maiki Abe           | VFT Racing WEBIKE Yamaha  | Yamaha YZF R6                | 17   | +1'26.909 | 28º     |       |

### Ritirati
| Nº | Pilota          | Squadra               | Motocicletta   | Giri | Griglia |
| -- | --------------- | --------------------- | -------------- | ---- | ------- |
| 99 | Adrián Huertas  | MTM Kawasaki          | Kawasaki ZX-6R | 15   | 12º     |
| 94 | Valentin Debise | GMT94 Yamaha          | Yamaha YZF R6  | 8    | 5º      |
| 69 | Tom Booth-Amos  | Motozoo ME Air Racing | Kawasaki ZX-6R | 1    | 13º     |

## Supersport 300 gara 1

### Arrivati al traguardo
| Pos. | Nº | Pilota                 | Squadra                               | Motocicletta       | Giri | Tempo      | Griglia | Punti |
| ---- | -- | ---------------------- | ------------------------------------- | ------------------ | ---- | ---------- | ------- | ----- |
| 1º   | 26 | Mirko Gennai           | BrCorse                               | Yamaha YZF-R3      | 12   | 23'57.153  | 4º      | 25    |
| 2º   | 93 | Marco Gaggi            | BrCorse                               | Yamaha YZF-R3      | 12   | +0.142     | 7º      | 20    |
| 3º   | 73 | José Pérez González    | Accolade Smrž Racing BGR              | Kawasaki Ninja 400 | 12   | +0.311     | 1º      | 16    |
| 4º   | 91 | Matteo Vannucci        | AG Motorsport Italia Yamaha           | Yamaha YZF-R3      | 12   | +0.399     | 6º      | 13    |
| 5º   | 60 | Dirk Geiger            | Freudenberg KTM-Paligo Racing         | KTM RC 390 R       | 12   | +0.676     | 12º     | 11    |
| 6º   | 85 | Kevin Sabatucci        | Flembbo-Pl Performances               | Kawasaki Ninja 400 | 12   | +0.831     | 28º     | 10    |
| 7º   | 7  | Loris Veneman          | MTM Kawasaki                          | Kawasaki Ninja 400 | 12   | +0.850     | 2º      | 9     |
| 8º   | 6  | Jeffrey Buis           | MTM Kawasaki                          | Kawasaki Ninja 400 | 12   | +1.025     | 3º      | 8     |
| 9º   | 88 | Daniel Mogeda          | Kawasaki GP Project                   | Kawasaki Ninja 400 | 12   | +1.302     | 17º     | 7     |
| 10º  | 23 | Samuel Di Sora         | ProDina Kawasaki Racing               | Kawasaki Ninja 400 | 12   | +2.566     | 8º      | 6     |
| 11º  | 47 | Fenton Seabright       | Kawasaki GP Project                   | Kawasaki Ninja 400 | 12   | +1 settore | 23º     | 5     |
| 12º  | 79 | Tomas Alonso           | Quaresma Racing Team                  | Kawasaki Ninja 400 | 12   | +1 settore | 24º     | 4     |
| 13º  | 48 | Julio García           | Flembbo-Pl Performances               | Kawasaki Ninja 400 | 12   | +1 settore | 10º     | 3     |
| 14º  | 12 | Humberto Maier         | Yamaha MS Racing/AD78 Latin America   | Yamaha YZF-R3      | 12   | +1 settore | 11º     | 2     |
| 15º  | 17 | Ruben Bijman           | Arco Motor University                 | Yamaha YZF-R3      | 12   | +1 settore | 9º      | 1     |
| 16º  | 51 | Juan Urióstegui        | Sublime Racing by MS Racing           | Yamaha YZF-R3      | 12   | +1 settore | 16º     |       |
| 17º  | 62 | Kevin Santos Fontainha | Sublime Racing by MS Racing           | Yamaha YZF-R3      | 12   | +1 settore | 18º     |       |
| 18º  | 69 | Troy Alberto           | Fusport-RT Motorsport by SKM-Kawasaki | Kawasaki Ninja 400 | 12   | +1 settore | 14º     |       |
| 19º  | 53 | Petr Svoboda           | Fusport-RT Motorsport by SKM-Kawasaki | Kawasaki Ninja 400 | 12   | +1 settore | 19º     |       |
| 20º  | 19 | Alessandro Zanca       | Team#109 Kawasaki                     | Kawasaki Ninja 400 | 12   | +1 settore | 15º     |       |
| 21º  | 61 | Dinis Broges           | Rame Moto Racing                      | Kawasaki Ninja 400 | 12   | +1 settore | 21º     |       |
| 22º  | 27 | Christopher Clark      | Accolade Smrž Racing BGR              | Kawasaki Ninja 400 | 12   | +1 settore | 26º     |       |
| 23º  | 81 | Ioannis Peristeras     | ProGP Racing                          | Yamaha YZF-R3      | 12   | +1 settore | 27º     |       |
| 24º  | 25 | Mattia Martella        | ProDina Kawasaki Racing               | Kawasaki Ninja 400 | 12   | +2 settori | 29º     |       |
| 25º  | 22 | Marc García            | China Racing                          | Kove 321RR         | 12   | +3 settori | 30º     |       |
| 26º  | 99 | Galang Hendra Pratama  | Sublime Racing by MS Racing           | Yamaha YZF-R3      | 11   | +1 giro    | 13º     |       |
| 27º  | 55 | Unai Calatayud         | Arco Motor University                 | Yamaha YZF-R3      | 10   | +2 giri    | 25º     |       |

### Ritirati
| Nº | Pilota          | Squadra                       | Motocicletta       | Giri | Griglia |
| -- | --------------- | ----------------------------- | ------------------ | ---- | ------- |
| 77 | José Osuna Sáez | Deza-Box 77 Racing            | Kawasaki Ninja 400 | 12   | 5º      |
| 66 | Phillip Tonn    | Freudenberg KTM-Paligo Racing | KTM RC 390 R       | 12   | 20º     |
| 41 | Raffaele Tragni | AG Motorsport Italia Yamaha   | Yamaha YZF-R3      | 1    | 22º     |

## Supersport 300 gara 2

### Arrivati al traguardo
| Pos. | Nº | Pilota                 | Squadra                               | Motocicletta       | Giri | Tempo     | Griglia | Punti |
| ---- | -- | ---------------------- | ------------------------------------- | ------------------ | ---- | --------- | ------- | ----- |
| 1º   | 26 | Mirko Gennai           | BrCorse                               | Yamaha YZF-R3      | 13   | 25'05.568 | 4º      | 25    |
| 2º   | 73 | José Pérez González    | Accolade Smrž Racing BGR              | Kawasaki Ninja 400 | 13   | +0.002    | 1º      | 20    |
| 3º   | 60 | Dirk Geiger            | Freudenberg KTM-Paligo Racing         | KTM RC 390 R       | 13   | +6.446    | 14º     | 16    |
| 4º   | 88 | Daniel Mogeda          | Kawasaki GP Project                   | Kawasaki Ninja 400 | 13   | +6.493    | 11º     | 13    |
| 5º   | 91 | Matteo Vannucci        | AG Motorsport Italia Yamaha           | Yamaha YZF-R3      | 13   | +6.518    | 6º      | 11    |
| 6º   | 99 | Galang Hendra Pratama  | Sublime Racing by MS Racing           | Yamaha YZF-R3      | 13   | +6.553    | 7º      | 10    |
| 7º   | 7  | Loris Veneman          | MTM Kawasaki                          | Kawasaki Ninja 400 | 13   | +6.656    | 2º      | 9     |
| 8º   | 23 | Samuel Di Sora         | ProDina Kawasaki Racing               | Kawasaki Ninja 400 | 13   | +6.864    | 9º      | 8     |
| 9º   | 47 | Fenton Seabright       | Kawasaki GP Project                   | Kawasaki Ninja 400 | 13   | +7.579    | 23º     | 7     |
| 10º  | 12 | Humberto Maier         | Yamaha MS Racing/AD78 Latin America   | Yamaha YZF-R3      | 13   | +7.983    | 12º     | 6     |
| 11º  | 6  | Jeffrey Buis           | MTM Kawasaki                          | Kawasaki Ninja 400 | 13   | +12.465   | 3º      | 5     |
| 12º  | 48 | Julio García           | Flembbo-Pl Performances               | Kawasaki Ninja 400 | 13   | +17.947   | 5º      | 4     |
| 13º  | 85 | Kevin Sabatucci        | Flembbo-Pl Performances               | Kawasaki Ninja 400 | 13   | +17.948   | 26º     | 3     |
| 14º  | 62 | Kevin Santos Fontainha | Sublime Racing by MS Racing           | Yamaha YZF-R3      | 13   | +18.280   | 18º     | 2     |
| 15º  | 13 | Devis Bergamini        | ProGP Racing                          | Yamaha YZF-R3      | 13   | +18.283   | 22º     | 1     |
| 16º  | 17 | Ruben Bijman           | Arco Motor University                 | Yamaha YZF-R3      | 13   | +18.359   | 10º     |       |
| 17º  | 66 | Phillip Tonn           | Freudenberg KTM-Paligo Racing         | KTM RC 390 R       | 13   | +18.365   | 19º     |       |
| 18º  | 55 | Unai Calatayud         | Arco Motor University                 | Yamaha YZF-R3      | 13   | +18.375   | 25º     |       |
| 19º  | 69 | Troy Alberto           | Fusport-RT Motorsport by SKM-Kawasaki | Kawasaki Ninja 400 | 13   | +21.483   | 15º     |       |
| 20º  | 51 | Juan Urióstegui        | Sublime Racing by MS Racing           | Yamaha YZF-R3      | 13   | +32.399   | 17º     |       |
| 21º  | 25 | Mattia Martella        | ProDina Kawasaki Racing               | Kawasaki Ninja 400 | 13   | +33.663   | 27º     |       |
| 22º  | 79 | Tomas Alonso           | Quaresma Racing Team                  | Kawasaki Ninja 400 | 13   | +33.851   | 24º     |       |
| 23º  | 41 | Raffaele Tragni        | AG Motorsport Italia Yamaha           | Yamaha YZF-R3      | 13   | +33.985   | 21º     |       |
| 24º  | 61 | Dinis Broges           | Rame Moto Racing                      | Kawasaki Ninja 400 | 13   | +34.232   | 20º     |       |
| 25º  | 81 | Ioannis Peristeras     | ProGP Racing                          | Yamaha YZF-R3      | 13   | +34.503   | 29º     |       |
| 26º  | 19 | Alessandro Zanca       | Team#109 Kawasaki                     | Kawasaki Ninja 400 | 13   | +34.550   | 16º     |       |
| 27º  | 27 | Christopher Clark      | Accolade Smrž Racing BGR              | Kawasaki Ninja 400 | 13   | +40.370   | 28º     |       |

### Ritirati
| Nº | Pilota       | Squadra                               | Motocicletta       | Giri | Griglia |
| -- | ------------ | ------------------------------------- | ------------------ | ---- | ------- |
| 53 | Petr Svoboda | Fusport-RT Motorsport by SKM-Kawasaki | Kawasaki Ninja 400 | 11   | 13º     |
| 22 | Marc García  | China Racing                          | Kove 321RR         | 11   | 30º     |
| 93 | Marco Gaggi  | BrCorse                               | Yamaha YZF-R3      | 0    | 8º      |